# Liga Światowa w Piłce Siatkowej 2012
23. edycja Ligi Światowej siatkarzy. W fazie grupowej, która rozpoczęła się 17 maja 2012 r. występowało 16 drużyn podzielonych na cztery grupy. Turniej finałowy odbył się w Sofii (Bułgaria). Po raz trzeci rozegrano kwalifikacje, które wyłoniły zespoły biorące udział w Lidze Światowej 2012. Po raz pierwszy w historii Ligi Światowej rozgrywki wygrała reprezentacja Polski.
Najbardziej wartościowym graczem turnieju (MVP) został polski przyjmujący Bartosz Kurek. Najwięcej nagród indywidualnych (3) otrzymali zawodnicy z Bułgarii oraz Polski (4 razem z MVP).
Eliminacje do turnieju rozpoczęły się 6 sierpnia 2011 r.

## Terminarz
- Faza grupowa
  - 1 turniej: 27 – 29 maja
  - 2 turniej: 15 – 17 czerwca
  - 3 turniej: 22 – 24 czerwca
  - 4 turniej: 29 – 1 lipca
- Turniej finałowy: 4 – 8 lipca

## Uczestnicy
| Grupa A                   | Grupa B                          | Grupa C                                           | Grupa D                              |
| ------------------------- | -------------------------------- | ------------------------------------------------- | ------------------------------------ |
| Japonia Kuba Rosja Serbia | Polska Kanada Finlandia Brazylia | Francja Korea Południowa Włochy Stany Zjednoczone | Niemcy Argentyna Portugalia Bułgaria |

## Faza Grupowa

### Grupa A
Tabela
| Lp. | Drużyna | Pkt | Mecze | Mecze   | Mecze   | Sety | Sety | Sety  | Małe punkty | Małe punkty | Małe punkty |
| Lp. | Drużyna | Pkt | M     | W (3:2) | P (2:3) | wyg. | prz. | ratio | zdob.       | str.        | ratio       |
| --- | ------- | --- | ----- | ------- | ------- | ---- | ---- | ----- | ----------- | ----------- | ----------- |
| 1   | Kuba    | 28  | 12    | 10 (2)  | 2 (0)   | 32   | 16   | 2.000 | 1138        | 1039        | 1.095       |
| 2   | Rosja   | 20  | 12    | 8 (5)   | 4 (1)   | 29   | 23   | 1.261 | 1155        | 1115        | 1.036       |
| 3   | Serbia  | 20  | 12    | 6 (2)   | 6 (4)   | 27   | 24   | 1.125 | 1120        | 1118        | 1.002       |
| 4   | Japonia | 4   | 12    | 0 (0)   | 12 (4)  | 11   | 36   | 0.306 | 960         | 1101        | 0.872       |

Źródło: fivb.org
Punktacja: 3:0 i 3:1 – 3 pkt; 3:2 – 2 pkt; 2:3 – 1 pkt; 1:3 i 0:3 – 0 pkt
Zasady ustalania kolejności: 1. liczba punktów; 2. liczba zwycięstw; 3. stosunek setów; 4. stosunek małych punktów
     awans do Final Six
     eliminacje do Ligi Światowej 2013
Wyniki
 Hamamatsu
| Data  | Godz. | Drużyna 1 | Wynik | Drużyna 2 | 1     | 2     | 3     | 4     | 5     | Widzów | *      |
| ----- | ----- | --------- | ----- | --------- | ----- | ----- | ----- | ----- | ----- | ------ | ------ |
| 18.05 | 16:30 | Rosja     | 3:2   | Serbia    | 25:21 | 25:22 | 19:25 | 20:25 | 15:9  | 800    | Raport |
| 18.05 | 19:30 | Japonia   | 0:3   | Kuba      | 22:25 | 26:28 | 20:25 |       |       | 1810   | Raport |
| 19.05 | 14:00 | Kuba      | 1:3   | Serbia    | 19:25 | 25:20 | 25:27 | 25:27 |       | 1110   | Raport |
| 19.05 | 17:00 | Japonia   | 2:3   | Rosja     | 25:20 | 23:25 | 16:25 | 25:19 | 12:15 | 2050   | Raport |
| 20.05 | 14:00 | Japonia   | 2:3   | Serbia    | 25:22 | 21:25 | 27:25 | 19:25 | 12:15 | 2500   | Raport |
| 20.05 | 17:00 | Kuba      | 3:2   | Rosja     | 23:25 | 25:17 | 25:20 | 18:25 | 15:10 | 1210   | Raport |

 Santo Domingo
| Data  | Godz. | Drużyna 1 | Wynik | Drużyna 2 | 1     | 2     | 3     | 4     | 5 | Widzów | *      |
| ----- | ----- | --------- | ----- | --------- | ----- | ----- | ----- | ----- | - | ------ | ------ |
| 15.06 | 18:00 | Serbia    | 3:1   | Rosja     | 25:23 | 20:25 | 25:20 | 25:23 |   | 900    | Raport |
| 15.06 | 20:30 | Kuba      | 3:1   | Japonia   | 25:21 | 25:20 | 22:25 | 25:21 |   | 1100   | Raport |
| 16.06 | 18:00 | Japonia   | 0:3   | Rosja     | 22:25 | 15:25 | 19:25 |       |   | 500    | Raport |
| 16.06 | 20:30 | Serbia    | 0:3   | Kuba      | 19:25 | 19:25 | 23:25 |       |   | 1100   | Raport |
| 17.06 | 15:30 | Japonia   | 0:3   | Serbia    | 21:25 | 23:25 | 23:25 |       |   | 600    | Raport |
| 17.06 | 18:00 | Kuba      | 3:1   | Rosja     | 26:24 | 21:25 | 25:22 | 25:17 |   | 1700   | Raport |

 Kaliningrad
| Data  | Godz. | Drużyna 1 | Wynik | Drużyna 2 | 1     | 2     | 3     | 4     | 5     | Widzów | *      |
| ----- | ----- | --------- | ----- | --------- | ----- | ----- | ----- | ----- | ----- | ------ | ------ |
| 22.06 | 17:30 | Serbia    | 1:3   | Kuba      | 25:20 | 16:25 | 19:25 | 23:25 |       | 1205   | Raport |
| 22.06 | 20:15 | Rosja     | 3:0   | Japonia   | 25:18 | 25:22 | 25:22 |       |       | 5038   | Raport |
| 23.06 | 17:30 | Japonia   | 1:3   | Kuba      | 25:23 | 17:25 | 20:25 | 21:25 |       | 1158   | Raport |
| 23.06 | 20:15 | Rosja     | 3:2   | Serbia    | 25:21 | 21:25 | 23:25 | 25:23 | 15:12 | 5715   | Raport |
| 24.06 | 17:30 | Serbia    | 3:2   | Japonia   | 23:25 | 25:19 | 19:25 | 25:19 | 15:10 | 1250   | Raport |
| 24.06 | 20:15 | Kuba      | 3:1   | Rosja     | 25:23 | 25:22 | 24:26 | 25:20 |       | 6740   | Raport |

 Nowy Sad
| Data  | Godz. | Drużyna 1 | Wynik | Drużyna 2 | 1     | 2     | 3     | 4     | 5     | Widzów | *      |
| ----- | ----- | --------- | ----- | --------- | ----- | ----- | ----- | ----- | ----- | ------ | ------ |
| 28.06 | 16:00 | Japonia   | 2:3   | Rosja     | 25:20 | 26:24 | 19:25 | 17:25 | 11:15 | 450    | Raport |
| 28.06 | 19:00 | Serbia    | 2:3   | Kuba      | 26:24 | 16:25 | 25:21 | 24:26 | 13:15 | 3000   | Raport |
| 29.06 | 18:00 | Rosja     | 3:1   | Kuba      | 26:28 | 26:24 | 25:17 | 25:23 |       | 300    | Raport |
| 29.06 | 21:00 | Japonia   | 0:3   | Serbia    | 22:25 | 19:25 | 19:25 |       |       | 2000   | Raport |
| 30.06 | 18:00 | Kuba      | 3:1   | Japonia   | 25:17 | 25:15 | 21:25 | 25:19 |       | 300    | Raport |
| 30.06 | 21:00 | Serbia    | 2:3   | Rosja     | 18:25 | 25:22 | 25:23 | 22:25 | 11:15 | 3500   | Raport |

### Grupa B

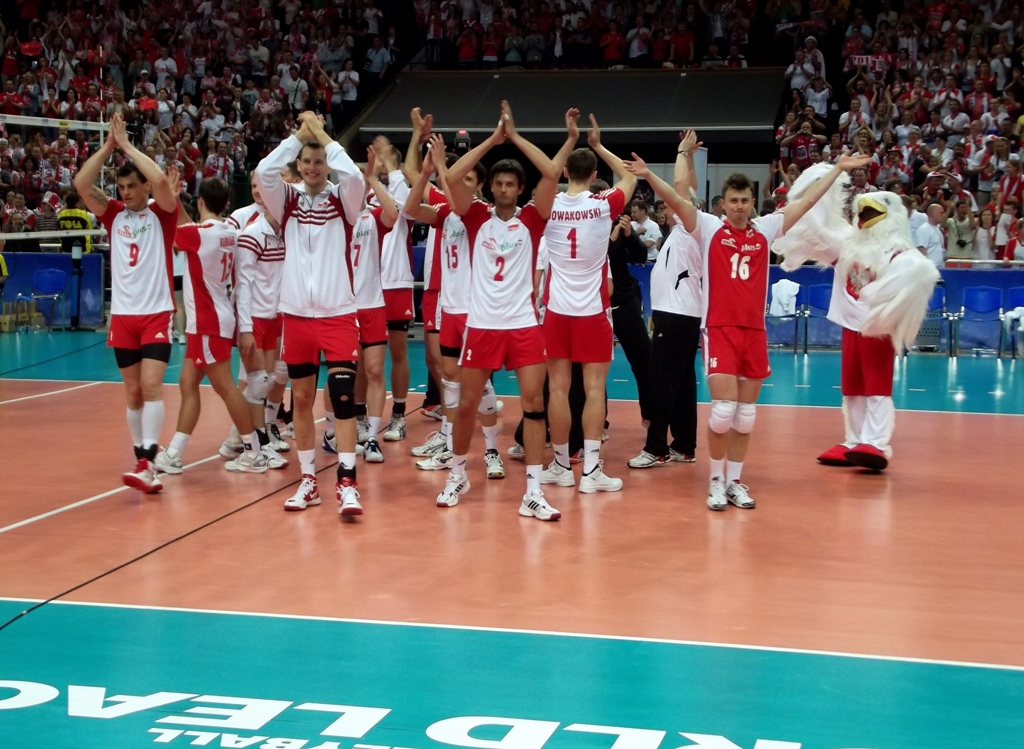
Polscy siatkarze po zwycięstwie meczu grupowego w katowickim Spodku

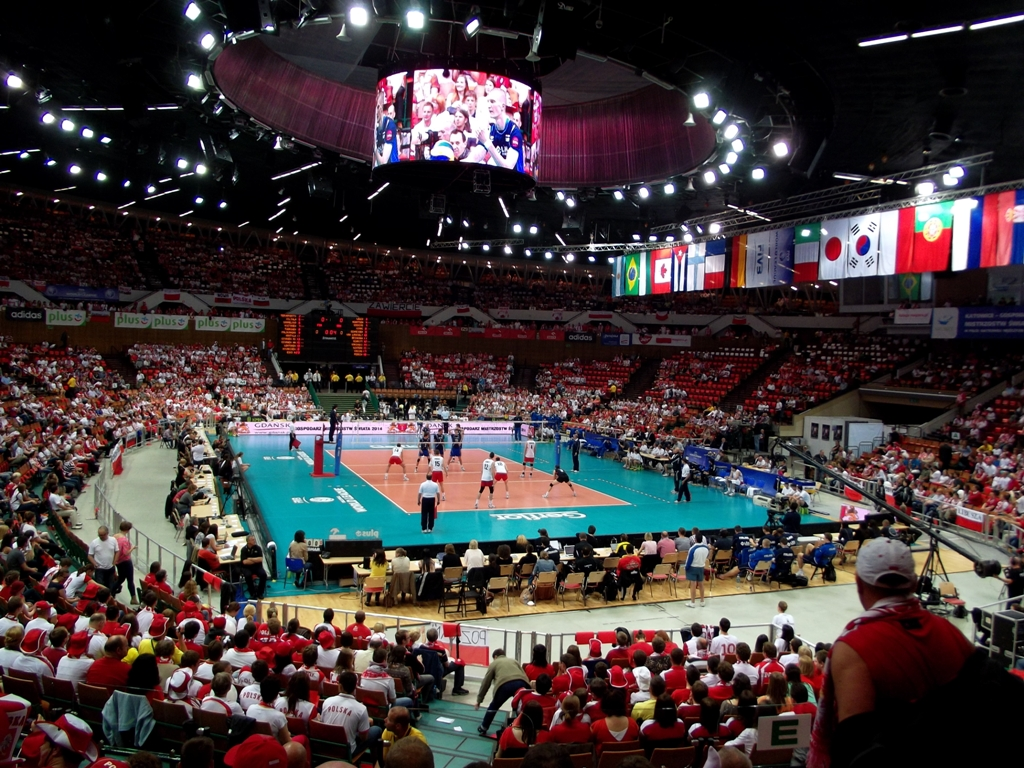
Mecz grupy B Finlandia vs. Kanada, 03.06.2012

Tabela
| Lp. | Drużyna   | Pkt | Mecze | Mecze   | Mecze   | Sety | Sety | Sety  | Małe punkty | Małe punkty | Małe punkty |
| Lp. | Drużyna   | Pkt | M     | W (3:2) | P (2:3) | wyg. | prz. | ratio | zdob.       | str.        | ratio       |
| --- | --------- | --- | ----- | ------- | ------- | ---- | ---- | ----- | ----------- | ----------- | ----------- |
| 1   | Polska    | 29  | 12    | 10 (2)  | 2 (1)   | 33   | 13   | 2.538 | 1085        | 987         | 1.099       |
| 2   | Brazylia  | 26  | 12    | 8 (1)   | 4 (3)   | 31   | 17   | 1.824 | 1121        | 988         | 1.135       |
| 3   | Kanada    | 10  | 12    | 3 (1)   | 9 (2)   | 15   | 30   | 0.500 | 955         | 1055        | 0.905       |
| 4   | Finlandia | 7   | 12    | 3 (2)   | 9 (0)   | 12   | 31   | 0.387 | 899         | 1030        | 0.873       |

Źródło: fivb.org
Punktacja: 3:0 i 3:1 – 3 pkt; 3:2 – 2 pkt; 2:3 – 1 pkt; 1:3 i 0:3 – 0 pkt
Zasady ustalania kolejności: 1. liczba punktów; 2. liczba zwycięstw; 3. stosunek setów; 4. stosunek małych punktów
     awans do Final Six
Wyniki
 Toronto
| Data  | Godz. | Drużyna 1 | Wynik | Drużyna 2 | 1     | 2     | 3     | 4     | 5     | Widzów | *      |
| ----- | ----- | --------- | ----- | --------- | ----- | ----- | ----- | ----- | ----- | ------ | ------ |
| 18.05 | 17:00 | Kanada    | 3:0   | Finlandia | 33:31 | 26:24 | 25:23 |       |       | 2900   | Raport |
| 18.05 | 21:00 | Brazylia  | 2:3   | Polska    | 22:25 | 25:27 | 27:25 | 25:22 | 12:15 | 7500   | Raport |
| 19.05 | 17:00 | Kanada    | 3:2   | Brazylia  | 25:23 | 20:25 | 25:20 | 24:26 | 15:10 | 8100   | Raport |
| 19.05 | 21:00 | Polska    | 2:3   | Finlandia | 25:23 | 23:25 | 21:25 | 25:22 | 9:15  | 2800   | Raport |
| 20.05 | 17:00 | Brazylia  | 3:1   | Finlandia | 23:25 | 25:13 | 25:22 | 31:29 |       | 1700   | Raport |
| 20.05 | 21:00 | Kanada    | 1:3   | Polska    | 25:17 | 19:25 | 21:25 | 19:25 |       | 4200   | Raport |

 Katowice
| Data  | Godz. | Drużyna 1 | Wynik | Drużyna 2 | 1     | 2     | 3     | 4     | 5     | Widzów | *      |
| ----- | ----- | --------- | ----- | --------- | ----- | ----- | ----- | ----- | ----- | ------ | ------ |
| 01.06 | 17:30 | Polska    | 3:0   | Kanada    | 28:26 | 25:18 | 25:20 |       |       | 8800   | Raport |
| 01.06 | 20:00 | Brazylia  | 3:0   | Finlandia | 25:13 | 25:14 | 25:14 |       |       | 6400   | Raport |
| 02.06 | 17:30 | Polska    | 3:0   | Finlandia | 26:24 | 25:18 | 25:18 |       |       | 10160  | Raport |
| 02.06 | 20:00 | Kanada    | 1:3   | Brazylia  | 25:23 | 18:25 | 23:25 | 15:25 |       | 8323   | Raport |
| 03.06 | 17:30 | Finlandia | 3:2   | Kanada    | 25:23 | 25:19 | 23:25 | 26:28 | 15:8  | 9850   | Raport |
| 03.06 | 20:00 | Polska    | 3:2   | Brazylia  | 26:24 | 23:25 | 25:23 | 23:25 | 15:10 | 11000  | Raport |

 São Bernardo do Campo
| Data  | Godz. | Drużyna 1 | Wynik | Drużyna 2 | 1     | 2     | 3     | 4     | 5 | Widzów | *      |
| ----- | ----- | --------- | ----- | --------- | ----- | ----- | ----- | ----- | - | ------ | ------ |
| 08.06 | 10:50 | Brazylia  | 3:0   | Finlandia | 25:21 | 25:22 | 25:9  |       |   | 5460   | Raport |
| 08.06 | 13:30 | Kanada    | 0:3   | Polska    | 20:25 | 20:25 | 18:25 |       |   | 1590   | Raport |
| 09.06 | 10:50 | Brazylia  | 3:0   | Kanada    | 25:22 | 25:17 | 25:11 |       |   | 5670   | Raport |
| 09.06 | 13:30 | Polska    | 3:1   | Finlandia | 23:25 | 25:17 | 25:19 | 25:13 |   | 1210   | Raport |
| 10.06 | 10:50 | Brazylia  | 3:1   | Polska    | 26:24 | 25:17 | 23:25 | 25:23 |   | 5700   | Raport |
| 10.06 | 13:30 | Finlandia | 3:0   | Kanada    | 25:19 | 25:22 | 26:24 |       |   | 685    | Raport |

 Tampere
| Data  | Godz. | Drużyna 1 | Wynik | Drużyna 2 | 1     | 2     | 3     | 4     | 5    | Widzów | *      |
| ----- | ----- | --------- | ----- | --------- | ----- | ----- | ----- | ----- | ---- | ------ | ------ |
| 15.06 | 18:00 | Brazylia  | 3:2   | Kanada    | 22:25 | 25:19 | 25:14 | 19:25 | 15:9 | 2900   | Raport |
| 15.06 | 20:30 | Finlandia | 0:3   | Polska    | 16:25 | 24:26 | 19:25 |       |      | 4010   | Raport |
| 16.06 | 15:00 | Kanada    | 0:3   | Polska    | 24:26 | 22:25 | 23:25 |       |      | 3625   | Raport |
| 16.06 | 19:30 | Finlandia | 0:3   | Brazylia  | 22:25 | 18:25 | 23:25 |       |      | 5014   | Raport |
| 17.06 | 15:00 | Polska    | 3:1   | Brazylia  | 25:22 | 25:23 | 21:25 | 25:22 |      | 2970   | Raport |
| 17.06 | 19:30 | Finlandia | 1:3   | Kanada    | 25:21 | 20:25 | 18:25 | 20:25 |      | 3055   | Raport |

### Grupa C
Tabela
| Lp. | Drużyna           | Pkt | Mecze | Mecze   | Mecze   | Sety | Sety | Sety  | Małe punkty | Małe punkty | Małe punkty |
| Lp. | Drużyna           | Pkt | M     | W (3:2) | P (2:3) | wyg. | prz. | ratio | zdob.       | str.        | ratio       |
| --- | ----------------- | --- | ----- | ------- | ------- | ---- | ---- | ----- | ----------- | ----------- | ----------- |
| 1   | Stany Zjednoczone | 26  | 12    | 9 (2)   | 3 (1)   | 30   | 16   | 1.875 | 1075        | 1019        | 1.055       |
| 2   | Francja           | 24  | 12    | 9 (3)   | 3 (0)   | 29   | 19   | 1.526 | 1115        | 1025        | 1.088       |
| 3   | Włochy            | 15  | 12    | 5 (3)   | 7 (3)   | 23   | 28   | 0.821 | 1131        | 1163        | 0.972       |
| 4   | Korea Południowa  | 7   | 12    | 1 (1)   | 11 (5)  | 16   | 35   | 0.457 | 1073        | 1187        | 0.904       |

Źródło: fivb.org
Punktacja: 3:0 i 3:1 – 3 pkt; 3:2 – 2 pkt; 2:3 – 1 pkt; 1:3 i 0:3 – 0 pkt
Zasady ustalania kolejności: 1. liczba punktów; 2. liczba zwycięstw; 3. stosunek setów; 4. stosunek małych punktów
     awans do Final Six
Wyniki
 Florencja
| Data  | Godz. | Drużyna 1         | Wynik | Drużyna 2         | 1     | 2     | 3     | 4     | 5     | Widzów | *      |
| ----- | ----- | ----------------- | ----- | ----------------- | ----- | ----- | ----- | ----- | ----- | ------ | ------ |
| 18.05 | 18:00 | Stany Zjednoczone | 1:3   | Francja           | 25:17 | 20:25 | 24:26 | 17:25 |       | 2100   | Raport |
| 18.05 | 21:30 | Korea Południowa  | 2:3   | Włochy            | 26:24 | 25:27 | 25:21 | 27:29 | 16:18 | 3700   | Raport |
| 19.05 | 18:00 | Korea Południowa  | 2:3   | Stany Zjednoczone | 25:20 | 25:18 | 17:25 | 23:25 | 15:17 | 5100   | Raport |
| 19.05 | 21:30 | Francja           | 1:3   | Włochy            | 25:20 | 22:25 | 21:25 | 22:25 |       | 5500   | Raport |
| 20.05 | 18:00 | Francja           | 3:2   | Korea Południowa  | 25:18 | 24:26 | 25:20 | 21:25 | 15:11 | 4500   | Raport |
| 20.05 | 21:30 | Stany Zjednoczone | 0:3   | Włochy            | 16:25 | 20:25 | 16:25 |       |       | 6200   | Raport |

 Lyon
| Data  | Godz. | Drużyna 1         | Wynik | Drużyna 2         | 1     | 2     | 3     | 4     | 5     | Widzów | *      |
| ----- | ----- | ----------------- | ----- | ----------------- | ----- | ----- | ----- | ----- | ----- | ------ | ------ |
| 15.06 | 16:00 | Francja           | 3:1   | Korea Południowa  | 21:25 | 25:15 | 31:29 | 25:26 |       | 1050   | Raport |
| 15.06 | 19:30 | Włochy            | 0:3   | Stany Zjednoczone | 28:30 | 26:28 | 22:25 |       |       | 900    | Raport |
| 16.06 | 18:00 | Stany Zjednoczone | 3:1   | Korea Południowa  | 22:25 | 25:23 | 27:25 | 25:16 |       | 1160   | Raport |
| 16.06 | 21:00 | Francja           | 3:1   | Włochy            | 25:17 | 22:25 | 25:23 | 25:20 |       | 2000   | Raport |
| 17.06 | 16:00 | Włochy            | 2:3   | Korea Południowa  | 25:22 | 26:24 | 24:26 | 15:25 | 11:15 | 650    | Raport |
| 17.06 | 19:00 | Francja           | 1:3   | Stany Zjednoczone | 25:20 | 22:25 | 19:25 | 21:25 |       | 1200   | Raport |

 Gwangju
| Data  | Godz. | Drużyna 1         | Wynik | Drużyna 2         | 1     | 2     | 3     | 4     | 5     | Widzów | *      |
| ----- | ----- | ----------------- | ----- | ----------------- | ----- | ----- | ----- | ----- | ----- | ------ | ------ |
| 22.06 | 15:00 | Stany Zjednoczone | 3:1   | Włochy            | 22:25 | 25:21 | 29:27 | 25:16 |       | 830    | Raport |
| 22.06 | 17:30 | Korea Południowa  | 1:3   | Francja           | 21:25 | 25:23 | 16:25 | 15:25 |       | 4870   | Raport |
| 23.06 | 15:00 | Korea Południowa  | 2:3   | Włochy            | 15:25 | 22:25 | 25:21 | 25:22 | 13:15 | 4150   | Raport |
| 23.06 | 17:30 | Francja           | 0:3   | Stany Zjednoczone | 21:25 | 21:25 | 20:25 |       |       | 450    | Raport |
| 24.06 | 15:00 | Korea Południowa  | 0:3   | Stany Zjednoczone | 20:25 | 18:25 | 18:25 |       |       | 4950   | Raport |
| 24.06 | 17:30 | Francja           | 3:0   | Włochy            | 26:24 | 25:15 | 25:22 |       |       | 580    | Raport |

 Dallas
| Data  | Godz. | Drużyna 1         | Wynik | Drużyna 2        | 1     | 2     | 3     | 4     | 5     | Widzów | *      |
| ----- | ----- | ----------------- | ----- | ---------------- | ----- | ----- | ----- | ----- | ----- | ------ | ------ |
| 29.06 | 18:00 | Francja           | 3:2   | Włochy           | 29:31 | 25:23 | 25:18 | 21:25 | 15:12 | 500    | Raport |
| 29.06 | 20:30 | Stany Zjednoczone | 3:0   | Korea Południowa | 32:30 | 26:24 | 25:22 |       |       | 2028   | Raport |
| 30.06 | 18:00 | Włochy            | 3:2   | Korea Południowa | 25:16 | 20:25 | 25:21 | 27:29 | 15:12 | 1428   | Raport |
| 30.06 | 20:30 | Stany Zjednoczone | 2:3   | Francja          | 20:25 | 25:22 | 25:23 | 23:25 | 13:15 | 3853   | Raport |
| 01.07 | 18:00 | Francja           | 3:0   | Korea Południowa | 25:19 | 25:15 | 25:17 |       |       | 1498   | Raport |
| 01.07 | 20:30 | Stany Zjednoczone | 3:2   | Włochy           | 26:28 | 25:20 | 24:26 | 25:17 | 15:10 | 5139   | Raport |

### Grupa D
Tabela
| Lp. | Drużyna    | Pkt | Mecze | Mecze   | Mecze   | Sety | Sety | Sety  | Małe punkty | Małe punkty | Małe punkty |
| Lp. | Drużyna    | Pkt | M     | W (3:2) | P (2:3) | wyg. | prz. | ratio | zdob.       | str.        | ratio       |
| --- | ---------- | --- | ----- | ------- | ------- | ---- | ---- | ----- | ----------- | ----------- | ----------- |
| 1   | Niemcy     | 30  | 12    | 10 (1)  | 2 (1)   | 33   | 10   | 3.300 | 1037        | 880         | 1.178       |
| 2   | Bułgaria   | 22  | 12    | 8 (3)   | 4 (1)   | 28   | 21   | 1.333 | 1088        | 1053        | 1.033       |
| 3   | Argentyna  | 19  | 12    | 6 (1)   | 6 (2)   | 22   | 23   | 0.957 | 973         | 994         | 0.979       |
| 4   | Portugalia | 1   | 12    | 0 (0)   | 12 (1)  | 7    | 36   | 0.194 | 862         | 1033        | 0.834       |

Źródło: fivb.org
Punktacja: 3:0 i 3:1 – 3 pkt; 3:2 – 2 pkt; 2:3 – 1 pkt; 1:3 i 0:3 – 0 pkt
Zasady ustalania kolejności: 1. liczba punktów; 2. liczba zwycięstw; 3. stosunek setów; 4. stosunek małych punktów
     awans do Final Six
     eliminacje do Ligi Światowej 2013
Wyniki
 Frankfurt
| Data  | Godz. | Drużyna 1  | Wynik | Drużyna 2  | 1     | 2     | 3     | 4     | 5 | Widzów | *      |
| ----- | ----- | ---------- | ----- | ---------- | ----- | ----- | ----- | ----- | - | ------ | ------ |
| 25.05 | 18:00 | Bułgaria   | 0:3   | Argentyna  | 16:25 | 18:25 | 21:25 |       |   | 1200   | Raport |
| 25.05 | 20:00 | Portugalia | 0:3   | Niemcy     | 23:25 | 15:25 | 18:25 |       |   | 2000   | Raport |
| 26.05 | 18:00 | Portugalia | 0:3   | Bułgaria   | 22:25 | 16:25 | 12:25 |       |   | 2500   | Raport |
| 26.05 | 20:00 | Niemcy     | 3:0   | Argentyna  | 25:18 | 25:17 | 26:24 |       |   | 3100   | Raport |
| 27.05 | 13:00 | Argentyna  | 3:0   | Portugalia | 28:26 | 25:20 | 25:21 |       |   | 1600   | Raport |
| 27.05 | 16:00 | Niemcy     | 1:3   | Bułgaria   | 22:25 | 21:25 | 25:19 | 23:25 |   | 3800   | Raport |

 Buenos Aires
| Data  | Godz. | Drużyna 1  | Wynik | Drużyna 2  | 1     | 2     | 3     | 4     | 5     | Widzów | *      |
| ----- | ----- | ---------- | ----- | ---------- | ----- | ----- | ----- | ----- | ----- | ------ | ------ |
| 15.06 | 19:00 | Portugalia | 1:3   | Niemcy     | 17:25 | 20:25 | 25:23 | 19:25 |       | 550    | Raport |
| 15.06 | 22:00 | Argentyna  | 3:1   | Bułgaria   | 25:22 | 24:26 | 25:21 | 25:17 |       | 2200   | Raport |
| 16.06 | 19:00 | Portugalia | 1:3   | Bułgaria   | 19:25 | 12:25 | 25:18 | 20:25 |       | 830    | Raport |
| 16.06 | 22:00 | Argentyna  | 0:3   | Niemcy     | 19:25 | 23:25 | 23:25 |       |       | 3900   | Raport |
| 17.06 | 19:00 | Bułgaria   | 3:2   | Niemcy     | 25:19 | 14:25 | 19:25 | 25:23 | 16:14 | 700    | Raport |
| 17.06 | 22:00 | Argentyna  | 3:1   | Portugalia | 23:25 | 25:21 | 25:19 | 25:23 |       | 2650   | Raport |

 Guimarães
| Data  | Godz. | Drużyna 1  | Wynik | Drużyna 2  | 1     | 2     | 3     | 4     | 5     | Widzów | *      |
| ----- | ----- | ---------- | ----- | ---------- | ----- | ----- | ----- | ----- | ----- | ------ | ------ |
| 22.06 | 15:30 | Bułgaria   | 3:2   | Argentyna  | 22:25 | 25:11 | 26:24 | 17:25 | 15:11 | 250    | Raport |
| 22.06 | 18:30 | Portugalia | 0:3   | Niemcy     | 18:25 | 15:25 | 21:25 |       |       | 950    | Raport |
| 23.06 | 15:30 | Argentyna  | 0:3   | Niemcy     | 20:25 | 19:25 | 18:25 |       |       | 300    | Raport |
| 23.06 | 18:30 | Portugalia | 0:3   | Bułgaria   | 22:25 | 23:25 | 22:25 |       |       | 1500   | Raport |
| 24.06 | 15:30 | Niemcy     | 3:1   | Bułgaria   | 25:20 | 28:26 | 22:25 | 25:22 |       | 400    | Raport |
| 24.06 | 18:30 | Argentyna  | 3:1   | Portugalia | 25:18 | 18:25 | 26:24 | 25:21 |       | 1000   | Raport |

 Sofia
| Data  | Godz. | Drużyna 1  | Wynik | Drużyna 2  | 1     | 2     | 3     | 4     | 5     | Widzów | *      |
| ----- | ----- | ---------- | ----- | ---------- | ----- | ----- | ----- | ----- | ----- | ------ | ------ |
| 29.06 | 18:30 | Argentyna  | 0:3   | Niemcy     | 16:25 | 21:25 | 21:25 |       |       | 300    | Raport |
| 29.06 | 21:45 | Bułgaria   | 3:1   | Portugalia | 21:25 | 25:18 | 25:20 | 25:21 |       | 2040   | Raport |
| 30.06 | 18:30 | Portugalia | 0:3   | Niemcy     | 19:25 | 18:25 | 20:25 |       |       | 380    | Raport |
| 30.06 | 21:45 | Argentyna  | 2:3   | Bułgaria   | 19:25 | 25:21 | 26:24 | 11:25 | 12:15 | 5000   | Raport |
| 01.07 | 16:30 | Portugalia | 2:3   | Argentyna  | 14:25 | 25:17 | 21:25 | 25:19 | 9:15  | 402    | Raport |
| 01.07 | 19:00 | Niemcy     | 3:2   | Bułgaria   | 25:16 | 24:26 | 25:23 | 25:27 | 17:15 | 5850   | Raport |

## Faza finałowa

### Grupa E
Tabela
| Lp. | Drużyna           | Pkt | Mecze | Mecze   | Mecze   | Sety | Sety | Sety  | Małe punkty | Małe punkty | Małe punkty |
| Lp. | Drużyna           | Pkt | M     | W (3:2) | P (2:3) | wyg. | prz. | ratio | zdob.       | str.        | ratio       |
| --- | ----------------- | --- | ----- | ------- | ------- | ---- | ---- | ----- | ----------- | ----------- | ----------- |
| 1   | Stany Zjednoczone | 4   | 2     | 1 (0)   | 1 (1)   | 5    | 3    | 1.667 | 180         | 161         | 1.118       |
| 2   | Bułgaria          | 3   | 2     | 1 (0)   | 1 (0)   | 3    | 4    | 0.750 | 155         | 158         | 0.981       |
| 3   | Niemcy            | 2   | 2     | 1 (1)   | 1 (0)   | 4    | 5    | 0.800 | 190         | 206         | 0.922       |

Źródło: fivb.org
Punktacja: 3:0 i 3:1 – 3 pkt; 3:2 – 2 pkt; 2:3 – 1 pkt; 1:3 i 0:3 – 0 pkt
Zasady ustalania kolejności: 1. liczba punktów; 2. liczba zwycięstw; 3. stosunek setów; 4. stosunek małych punktów
     awans do półfinału
Wyniki
| Data  | Godz. | Drużyna 1         | Wynik | Drużyna 2         | 1     | 2     | 3     | 4     | 5     | Widzów | *      |
| ----- | ----- | ----------------- | ----- | ----------------- | ----- | ----- | ----- | ----- | ----- | ------ | ------ |
| 04.07 | 19:45 | Bułgaria          | 3:1   | Niemcy            | 26:28 | 25:19 | 29:27 | 25:19 |       | 12300  | Raport |
| 05.07 | 19:45 | Niemcy            | 3:2   | Stany Zjednoczone | 20:25 | 25:21 | 21:25 | 25:20 | 16:14 | 3000   | Raport |
| 06.07 | 19:45 | Stany Zjednoczone | 3:0   | Bułgaria          | 25:21 | 25:16 | 25:17 |       |       | 10500  | Raport |

### Grupa F
Tabela
| Lp. | Drużyna  | Pkt | Mecze | Mecze   | Mecze   | Sety | Sety | Sety  | Małe punkty | Małe punkty | Małe punkty |
| Lp. | Drużyna  | Pkt | M     | W (3:2) | P (2:3) | wyg. | prz. | ratio | zdob.       | str.        | ratio       |
| --- | -------- | --- | ----- | ------- | ------- | ---- | ---- | ----- | ----------- | ----------- | ----------- |
| 1   | Polska   | 5   | 2     | 2 (1)   | 0 (0)   | 6    | 2    | 3.000 | 186         | 166         | 1.120       |
| 2   | Kuba     | 3   | 2     | 1 (0)   | 1 (0)   | 3    | 3    | 1.000 | 142         | 140         | 1.014       |
| 3   | Brazylia | 1   | 2     | 0 (0)   | 2 (1)   | 2    | 6    | 0.333 | 165         | 187         | 0.882       |

Źródło: fivb.org
Punktacja: 3:0 i 3:1 – 3 pkt; 3:2 – 2 pkt; 2:3 – 1 pkt; 1:3 i 0:3 – 0 pkt
Zasady ustalania kolejności: 1. liczba punktów; 2. liczba zwycięstw; 3. stosunek setów; 4. stosunek małych punktów
     awans do półfinału
Wyniki
| Data  | Godz. | Drużyna 1 | Wynik | Drużyna 2 | 1     | 2     | 3     | 4     | 5     | Widzów | *      |
| ----- | ----- | --------- | ----- | --------- | ----- | ----- | ----- | ----- | ----- | ------ | ------ |
| 04.07 | 16:40 | Kuba      | 3:0   | Brazylia  | 25:19 | 26:24 | 25:22 |       |       | 6000   | Raport |
| 05.07 | 16:30 | Brazylia  | 2:3   | Polska    | 25:23 | 23:25 | 25:23 | 17:25 | 10:15 | 3000   | Raport |
| 06.07 | 16:30 | Polska    | 3:0   | Kuba      | 25:23 | 25:20 | 25:23 |       |       | 3500   | Raport |

### Półfinały
| Data  | Godz. | Drużyna 1         | Wynik | Drużyna 2 | 1     | 2     | 3     | 4 | 5 | Widzów | *      |
| ----- | ----- | ----------------- | ----- | --------- | ----- | ----- | ----- | - | - | ------ | ------ |
| 07.07 | 16:30 | Stany Zjednoczone | 3:0   | Kuba      | 25:23 | 25:22 | 25:23 |   |   | 4000   | Raport |
| 07.07 | 19:45 | Polska            | 3:0   | Bułgaria  | 25:23 | 25:20 | 25:18 |   |   | 11000  | Raport |

### Mecz o 3. miejsce
| Data  | Godz. | Drużyna 1 | Wynik | Drużyna 2 | 1     | 2     | 3     | 4     | 5     | Widzów | *      |
| ----- | ----- | --------- | ----- | --------- | ----- | ----- | ----- | ----- | ----- | ------ | ------ |
| 08.07 | 16:30 | Kuba      | 3:2   | Bułgaria  | 25:18 | 19:25 | 23:25 | 25:23 | 15:12 | 7000   | Raport |

### Finał
| Data  | Godz. | Drużyna 1         | Wynik | Drużyna 2 | 1     | 2     | 3     | 4 | 5 | Widzów | *      |
| ----- | ----- | ----------------- | ----- | --------- | ----- | ----- | ----- | - | - | ------ | ------ |
| 08.07 | 19:45 | Stany Zjednoczone | 0:3   | Polska    | 17:25 | 24:26 | 20:25 |   |   | 4000   | Raport |

## Klasyfikacja końcowa
| Miejsce | Reprezentacja     |
| ------- | ----------------- |
| złoto   | Polska            |
| srebro  | Stany Zjednoczone |
| brąz    | Kuba              |
| 4.      | Bułgaria          |
| 5.      | Niemcy            |
| 6.      | Brazylia          |
| 7.      | Francja           |
| 8.      | Rosja             |
| 9.      | Serbia            |
| 10.     | Argentyna         |
| 11.     | Włochy            |
| 12.     | Kanada            |
| 13.     | Finlandia         |
| 14.     | Korea Południowa  |
| 15.     | Japonia           |
| 16.     | Portugalia        |

## Nagrody indywidualne
| Najlepszy zawodnik (MVP) | Najlepszy punktujący | Najlepszy atakujący | Najlepszy blokujący | Najlepszy zagrywający | Najlepszy rozgrywający | Najlepszy przyjmujący | Najlepszy libero   |
| ------------------------ | -------------------- | ------------------- | ------------------- | --------------------- | ---------------------- | --------------------- | ------------------ |
| Bartosz Kurek            | Todor Aleksijew      | Zbigniew Bartman    | Marcin Możdżonek    | Clayton Stanley       | Georgi Bratojew        | Todor Aleksijew       | Krzysztof Ignaczak |